# Fragaria tibetica
Fragaria tibetica är en rosväxtart som beskrevs av Günter Staudt och Dickore. Fragaria tibetica ingår i släktet smultronsläktet, och familjen rosväxter. Inga underarter finns listade i Catalogue of Life.